# Diploglena capensis
Espèce
Diploglena capensis est une espèce d'araignées aranéomorphes de la famille des Caponiidae.

## Distribution
Cette espèce est endémique du Cap-Occidental en Afrique du Sud,.

## Description
Diploglena capensis compte deux yeux.
Les mâles mesurent de 4,18 à 6,30 mm et les femelles de 4,55 à 6,50 mm.

## Taxinomie
La sous-espèce Diploglena capensis major a été élevée au rang d'espèce par Haddad en 2015.

## Étymologie
Son nom d'espèce, composé de cap et du suffixe latin -ensis, « qui vit dans, qui habite », lui a été donné en référence au lieu de sa découverte, la péninsule du Cap.

## Publication originale
- Purcell, 1904 : Descriptions of new genera and species of South African spiders. Transactions of the South African Philosophical Society, vol. 15, p. 115-173 (texte intégral).